# Yelena Leuchanka
Yelena Leuchanka (30 de abril de 1983) é uma basquetebolista profissional bielorrussa.

## Carreira
Yelena Leuchanka integrou a Seleção Bielorrussa de Basquetebol Feminino, na Rio 2016, que terminou na nona colocação.